# پان شنگهوا
پان شنگهوا (انگلیسی: Pan Shenghua؛ زادهٔ ۳ مارس ۱۹۵۷)  بازیکن واترپلو اهل چین بود.
وی در مسابقات کشوری و بین‌المللی در مجموع برندهٔ ۱ مدال طلا شده‌است.